# Robert Arboleda
Robert Abel Arboleda Escobar (sinh ngày 22 tháng 10 năm 1991) là một cầu thủ bóng đá chuyên nghiệp người Ecuador thi đấu ở vị trí trung vệ cho câu lạc bộ São Paulo FC và đội tuyển quốc gia Ecuador.

## Thống kê sự nghiệp

### Câu lạc bộ
Tính đến 17 tháng 12 năm 2021
| Club                             | Season       | League            | League | League | National cup | National cup | Continental | Continental | State League | State League | Other | Other | Total | Total |
| Club                             | Season       | Division          | Apps   | Goals  | Apps         | Goals        | Apps        | Goals       | Apps         | Goals        | Apps  | Goals | Apps  | Goals |
| -------------------------------- | ------------ | ----------------- | ------ | ------ | ------------ | ------------ | ----------- | ----------- | ------------ | ------------ | ----- | ----- | ----- | ----- |
| Municipal Cañar                  | 2011         | Segunda Categoría | 6      | 1      | —            | —            | —           | —           | —            | —            | 10    | 4     | 16    | 5     |
| Grecia                           | 2011         | Serie B           | 6      | 0      | —            | —            | —           | —           | —            | —            | —     | —     | 6     | 0     |
| Grecia                           | 2012         | Serie B           | 32     | 2      | —            | —            | —           | —           | —            | —            | —     | —     | 32    | 2     |
| Grecia                           | Total        | Total             | 38     | 2      | —            | —            | —           | —           | —            | —            | —     | —     | 38    | 2     |
| LDU Loja                         | 2013         | Serie A           | 20     | 4      | —            | —            | 5           | 0           | —            | —            | —     | —     | 25    | 4     |
| LDU Loja                         | 2014         | Serie A           | 41     | 1      | —            | —            | —           | —           | —            | —            | —     | —     | 41    | 1     |
| LDU Loja                         | Total        | Total             | 61     | 5      | —            | —            | 5           | 0           | —            | —            | —     | —     | 66    | 5     |
| Universidad Católica del Ecuador | 2015         | Serie A           | 1      | 0      | —            | —            | 2           | 0           | —            | —            | —     | —     | 3     | 0     |
| Universidad Católica del Ecuador | 2016         | Serie A           | 33     | 7      | —            | —            | 2           | 0           | —            | —            | —     | —     | 35    | 7     |
| Universidad Católica del Ecuador | 2017         | Serie A           | 17     | 4      | —            | —            | 2           | 0           | —            | —            | —     | —     | 19    | 4     |
| Universidad Católica del Ecuador | Total        | Total             | 51     | 11     | —            | —            | 6           | 0           | —            | —            | —     | —     | 57    | 11    |
| São Paulo                        | 2017         | Série A           | 23     | 3      | —            | —            | —           | —           | —            | —            | —     | —     | 23    | 3     |
| São Paulo                        | 2018         | Série A           | 26     | 0      | 3            | 0            | 2           | 0           | 9            | 1            | —     | —     | 40    | 1     |
| São Paulo                        | 2019         | Série A           | 29     | 1      | 1            | 0            | 2           | 0           | 13           | 1            | —     | —     | 45    | 1     |
| São Paulo                        | 2020         | Série A           | 21     | 1      | 3            | 0            | 4           | 0           | 11           | 1            | —     | —     | 39    | 2     |
| São Paulo                        | 2021         | Série A           | 17     | 1      | 2            | 0            | 7           | 0           | 13           | 3            | —     | —     | 39    | 4     |
| São Paulo                        | Total        | Total             | 116    | 6      | 9            | 0            | 15          | 0           | 46           | 6            | —     | —     | 186   | 12    |
| Career total                     | Career total | Career total      | 272    | 25     | 9            | 0            | 26          | 0           | 46           | 6            | 10    | 4     | 363   | 35    |

1. ↑  Appearance(s) in Campeonato Provincial de Cañar
2. 1 2 3 4 5  Appearance(s) in Copa Sudamericana
3. 1 2 3 4  Appearance(s) in Campeonato Paulista
4. 1 2  Appearance(s) in Copa Libertadores
5. ↑  Three appearances in Copa Libertadores, one appearance in Copa Sudamericana

### Quốc tế
Bàn thắng và kết quả của Ecuador được để trước.
| # | Ngày                 | Địa điểm                                         | Đối thủ  | Bàn thắng | Kết quả | Giải đấu                      |
| - | -------------------- | ------------------------------------------------ | -------- | --------- | ------- | ----------------------------- |
| 1 | 22 tháng 2 năm 2017  | Sân vận động George Capwell, Guayaquil, Ecuador  | Honduras | 2–1       | 3–1     | Giao hữu                      |
| 2 | 17 tháng 11 năm 2020 | Sân vận động Rodrigo Paz Delgado, Quito, Ecuador | Colombia | 1–0       | 6–1     | Vòng loại FIFA World Cup 2022 |